# Iuliana Cioculeasa
Iuliana Cioculeasa (n. 19 iulie 1977, Pitești) este o fostă handbalistă din România care a evoluat pe postul de portar și a jucat pentru echipe europene importante precum CS Oltchim Râmnicu Vâlcea, FTC Budapesta sau HBC Nîmes. 
Între anii 1996-1997, ea a făcut parte din lotul de tineret al echipei naționale a României, alături de care a participat la competiții internaționale destinate acestei categorii de vârstă. În total, Cioculeasa a jucat pentru România în 19 meciuri și a fost componentă a echipei de handbal a României care a obținut medalia de bronz la Campionatul Mondial pentru Tineret din 1997, desfășurat în Coasta de Fildeș.

## Palmares
- Campionatul Mondial pentru Tineret:
  -  Medalie de bronz: 1997
- Liga Campionilor:
  - Sfert-finalistă: 2000
- Nemzeti Bajnokság I:
  -  Aur: 2000
  -  Argint: 1999